# Buzád (település)
Buzád (románul: Buzad) falu Romániában, Temes megyében.

## Képek

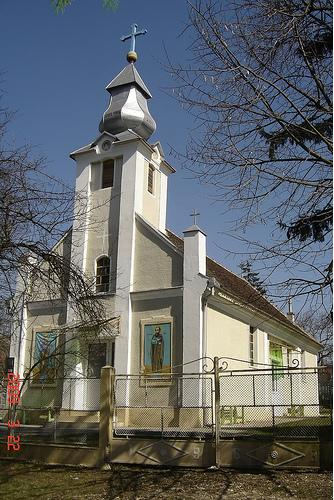
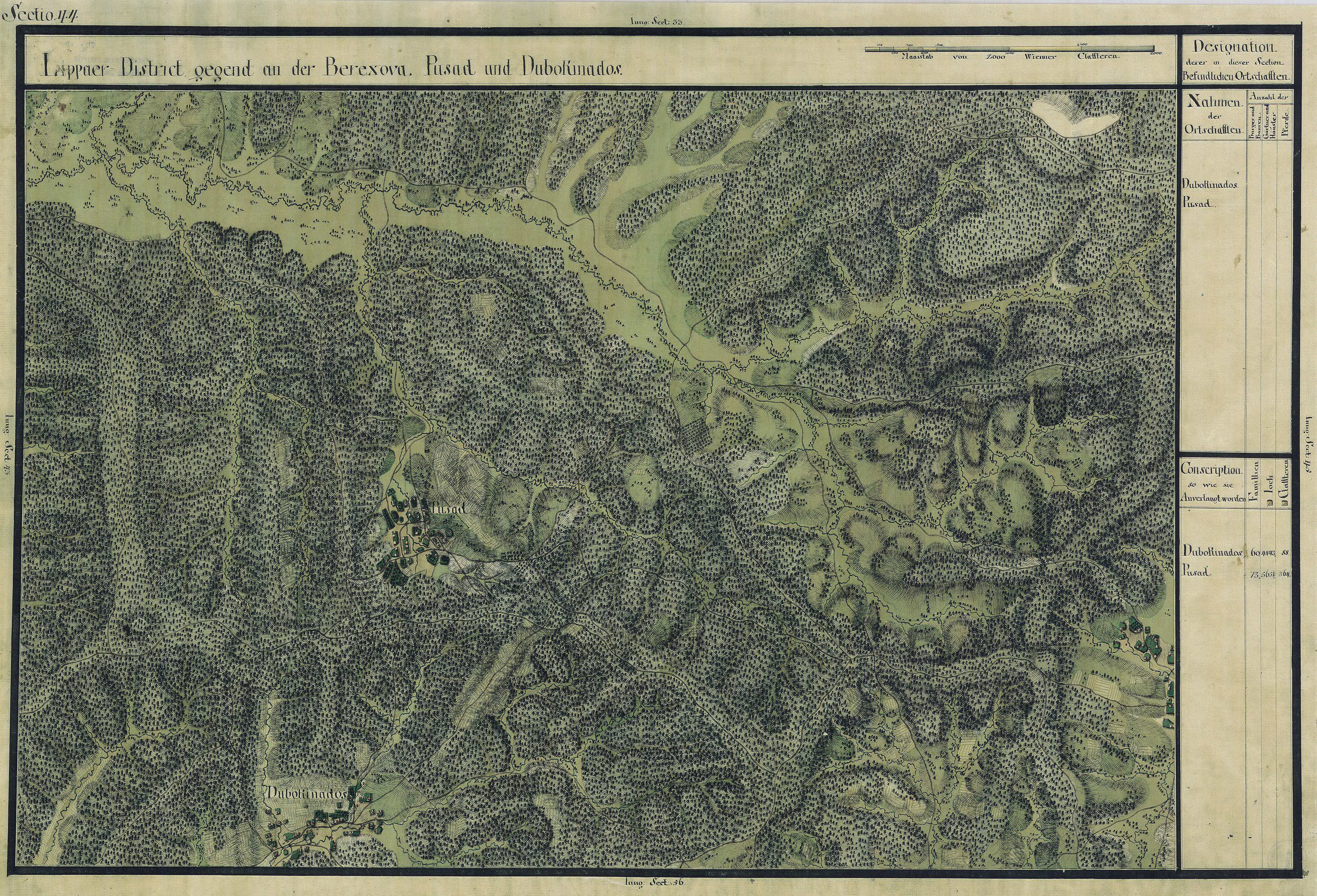